# Jaroslav Dvořák (odbojář)
Jaroslav Dvořák (22. června 1930 Praha – 6. února 1952 Věznice Pankrác) byl český dělník a agent chodec odsouzený v politickém procesu komunistickým režimem k trestu smrti a v roce 1952 popraven.

## Životopis
Narodil se v roce 1930 ve Praze. Po studiu pracoval jako dělník.

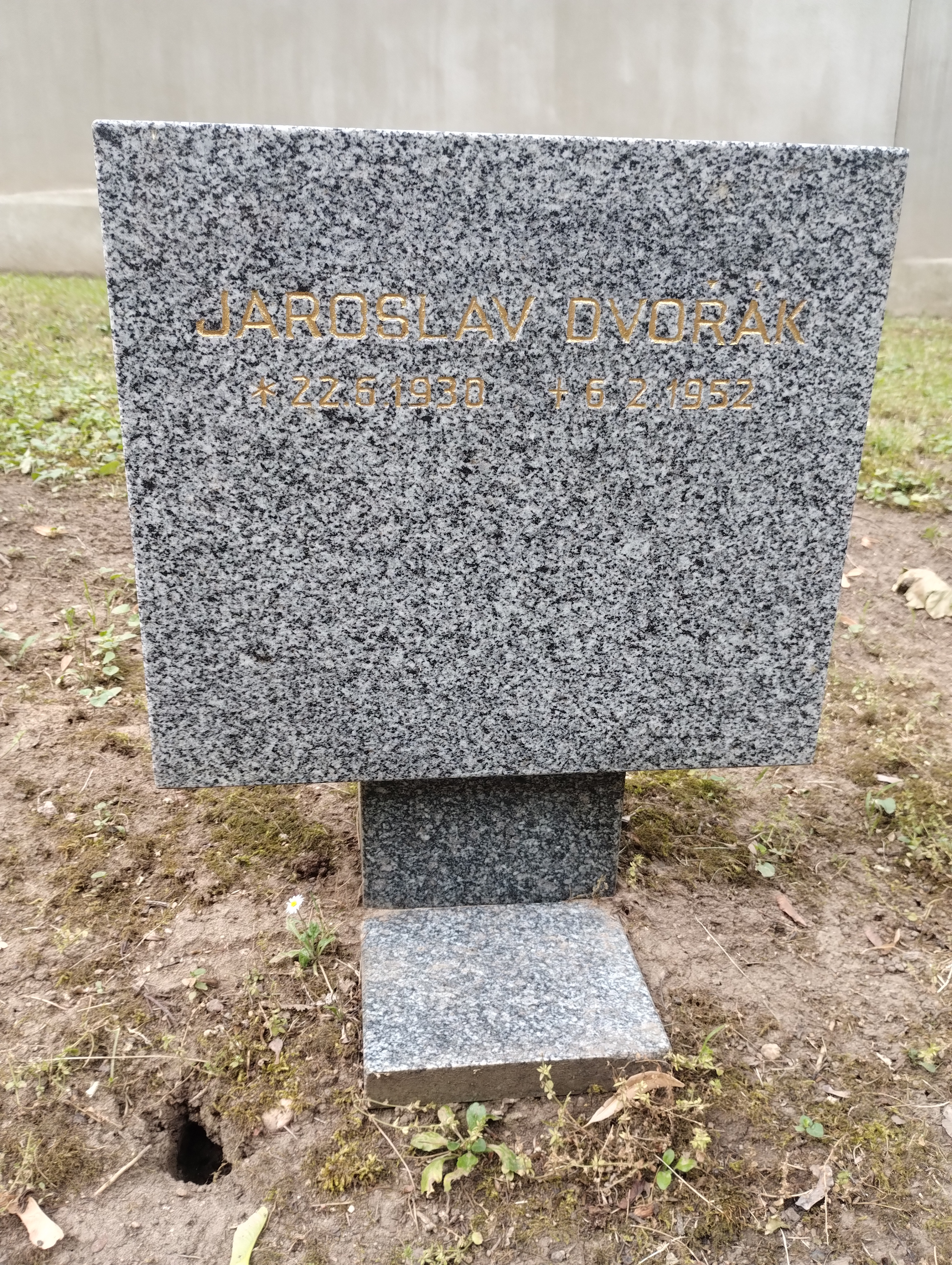
Symbolický náhrobek J. Dvořáka na Čestném pohřebišti v Ďáblicích

Po únorovém převratu se rozhodl Československo opustit. Podařilo se mu to ovšem až na druhý pokus v srpnu 1950. Poté se stal agentem americké tajné služby CIC a v listopadu 1951 překročil státní hranici zpět do vlasti s cílem naplnit několik úkolů v rámci své zpravodajské činnosti. Během jejího překročení ovšem nastaly problémy a Dvořák začal po příslušnících pohraniční stráže střílet. Po přestřelce, při níž přišel o levé oko, byl poté dopaden. V politickém procesu byl poté za spáchání trestných činů velezrady a vyděračství v politickém procesu jako člen skupiny „Hošek a spol.“ vedené Janem Hoškem odsouzen k trestu smrti. Popraven byl v únoru 1952. Rehabilitován byl po sametové revoluci v roce 1990.